# Kahl Holding
Die Kahl-Gruppe (im internationalen Kontext auch unter Kahl-Group bekannt) ist ein Konzern unter der Muttergesellschaft Kahl Holding GmbH, Reinbek, mit insgesamt siebzehn Gesellschaften. Der Konzern hat sich auf Verfahrenstechnik und Maschinenfertigung spezialisiert.

## Geschichte
Die Amandus Kahl GmbH & Co. KG wurde 1876 in Stade gegründet. Damaliger Schwerpunkt waren Müllereimaschinen. Im Laufe der Jahre kamen eine Eisengießerei und Kesselschmiede hinzu. Hauptaugenmerk waren zunächst die Einrichtungen von Kalksandsteinfabriken, Maismühlen und Maisstärkefabriken sowie Ölmühlen und Speiseölveredelungsanlagen.
1921 trat Otto Behrmann, zu diesem Zeitpunkt Besitzer der Amandus Kahl GmbH & Co. KG, in die Mühlenbauanstalt Berthold Wachtel ein und wurde dortiger Prokurist. Nach dem Tod des Besitzers Berthold Wachtel erwarb er dessen Firma in den 1930er Jahren. Er benannte die Mühlenbauanstalt Berthold Wachtel in Amandus Kahl GmbH & Co. KG um.
Während des Zweiten Weltkrieges wurden die damaligen Produktionsanlagen in der Hamburger Eiffestraße und in Hamburg-Rothenburgsort völlig zerstört und in den Jahren 1944 bis 1948 wieder aufgebaut. Ab 1948 spezialisierte sich die Firma Amandus Kahl auf den Maschinenbau und Anlagenbau für die Grundnahrungsmittelindustrie sowie auf die Planung und Errichtung kompletter Kraftfutterwerke. Amandus Kahl gelang es schließlich in wenigen Jahren, zu einem weltweit bekannten Hersteller von Maschinen für die Mischfutter- und Zuckerindustrie sowie anderer Branchen zu werden. Durch die ständige Expansion wurden die Hamburger Betriebe 1964 nach Reinbek, Schleswig-Holstein, verlegt und es entstand in dem damals neuen Industriegebiet eine moderne Maschinenfabrik.
1966 wurde eine Niederlassung in Baarn, Niederlande, gegründet. Die zweite entstand 1973 in Noyon nahe Paris, Frankreich. Es folgte 1980 die Gründung von Amandus Kahl Technical Office in Kairo. Hinzu kam 1997 die Amandus Kahl Iberica S.A. in Madrid. Von 2003 bis 2012 folgten die Amandus Kahl USA Corporation in Alpharetta (Georgia), eine Repräsentanz in Moskau  und die Gründung der Amandus Kahl Middle East im Amman. Der jüngste Standort befindet sich seit 2019 in Kuala Lumpur.

## Geschäftsbereiche
Schwerpunkte der Unternehmensgruppe sind die Aufbereitung von Lebensmitteln sowie Herstellung von Pellets zahlreicher Materialien. Die Kahl-Gruppe fertigt Maschinen zur Zerkleinerung, Konditionierung, Extrusion, Trocknung bzw. Kühlung, zum Frosten, zur Kompaktierung, Expansion, Röstung, Reinigung und Vacuumierung von Lebensmitteln, Tiernahrung und chemisch-pharmazeutischen Produkten an. Ein weiterer Sektor ist die Produktion von Recyclinganlagen.
Jedes der fünf zur Gruppe gehörenden Unternehmen hat sich auf einen Teilbereich spezialisiert.
- Das Kerngeschäft von Amandus Kahl GmbH & Co. KG besteht aus Planung und Fertigung von Maschinen, Anlagen und Produktionsstätten zur Aufbereitung, Konditionierung und Pelletierung. Beliefert werden Kunden aus Bereichen wie beispielsweise der Lebensmittelindustrie. Die Maschinen finden jedoch auch Gebrauch im Tiernahrungssektor, der chemischen und pharmazeutischen Industrie und im Bereich Entsorgung und Recycling. Ein weiteres Standbein ist der Bereich der Partikeltechnologie mit den Schwerpunkten Zerkleinerung und Wirbelschichttechnologie Anlagen wie Wirbelschichttrockner bzw. -kühler, Agglomeratoren oder Sprühgranulatoren.[5] Dieser Bereich wurde 2022 von der Neuhaus Neotec Maschinen- und Anlagenbau GmbH übernommen.[6]
- Neuhaus Neotec Maschinen- und Anlagenbau GmbH hat sich auf den Bau von Anlagen für die Verarbeitung von Kaffee, Kakao und Nüssen spezialisiert. Dazu entwirft und baut das Unternehmen sogenannte Grünkaffee-Center (vgl. Rohkaffee), Kaffeeröstereien, Siloanlagen und mechanische sowie pneumatische Förderanlagen. Neuhaus Neotec war im Jahr 2006 der weltweit zweitgrößte Hersteller von Großröstmaschinen für die Kaffeeindustrie.[7] Das 1931 von Heinrich Neuhaus in Delmenhorst gründete Unternehmen gilt als Marktführer bei Röstmaschinen.[8] 1990 wurde Neuhaus Neotec von der Kahl Gruppe übernommen.[9] Das Unternehmen beschäftigte 2007 über 100 Mitarbeiter.[8][10] In diesem Jahr wurden 80 Prozent der nach Europa importierten Kaffee-Bohnen mit Röstmaschinen dieses Herstellers geröstet. Das Unternehmen beliefert bekannte Röstereien wie Tchibo oder die Kraft Foods Group.[8] Neuhaus Neotec hatte 2015 eine Exportquote von 80 Prozent und beliefert somit weltweit viele der größten Kaffeefirmen.[11]
- Die F.H. Schule Mühlenbau GmbH ist spezialisiert auf die Konstruktion von Mühlen für die Bearbeitung von Getreide, aber auch Reis, Hülsenfrüchten oder Haferflocken.[12]
- Die Heinen GmbH & Co. KG entwickelt und produziert Maschinen und Anlagen zum Pasteurisieren, Gären, Kühlen und Frosten von Lebensmitteln aller Art mit Spiralsystemen, mit IQF-Frostern und mit Kartonfrostern.
- DEVEX Verfahrenstechnik GmbH entwickelt unter anderem Extraktionsanlagen, Vakuum-Eindampfanlagen und Destillationsanlagen, Trocknungsanlagen sowie verfahrenstechnische Anlagen jeglicher Art.